# Der freundliche Spider-Man aus der Nachbarschaft
Der freundliche Spider-Man aus der Nachbarschaft (im Original Your Friendly Neighborhood Spider-Man) ist eine US-amerikanische Animationsserie rund um den Superhelden Spider-Man, vertont von Hudson Thames. Es handelt sich um die zwölfte der von Marvel Studios produzierten Serien innerhalb des Marvel Cinematic Universe angesiedelten Serien und ist Teil der sogenannten Phase Fünf. Die Serie stellt eine alternative Geschichte um Peter Parker dar, der im Verlauf an Norman Osborn anstelle von Tony Stark gerät.
Die Erstveröffentlichung der ersten Staffel erfolgte vom 29. Januar bis zum 19. Februar 2025 auf Disney+. Zwei weitere Staffeln sind bereits in Produktion.

## Handlung
Die Serie beleuchtet die frühen Tage eines alternativen Peter Parker als Spider-Man und erzählt von seinem Werdegang, wobei er schließlich ein Stellenangebot als Praktikant bei Oscorp von Norman Osborn erhält.

## Synchronisation
Die deutschsprachige Synchronisation entsteht bei Iyuno Germany nach Dialogbüchern von Florian Ruhdorfer und unter der Dialogregie von Robin Kahnmeyer. Die musikalische Leitung übernahm Matthias Hauck nach Liedtexten von David Mayonga, der auch Teile des Titellieds sang.
Für die deutsche Synchronfassung wurden mit Christian Zeiger, Tim Knauer und Tobias Meister die Stimmen der entsprechenden Figuren aus dem MCU verpflichtet.
| Rollenname                    | Originalsprecher   | Hauptrolle (Episoden) | Nebenrolle (Episoden)        | Deutsche Synchronstimme |
| ----------------------------- | ------------------ | --------------------- | ---------------------------- | ----------------------- |
| Peter Parker / Spider-Man     | Hudson Thames      | 1.01–                 |                              | Christian Zeiger        |
| Norman Osborn                 | Colman Domingo     | 1.01–                 |                              | Gerrit Hamann           |
| Lonnie Lincoln / Tombstone    | Eugene Byrd        | 1.01–                 |                              | Kaze Uzumaki            |
| Nico Minoru                   | Grace Song         | 1.01–1.03, 1.05–      |                              | Lisa May-Mitsching      |
| May Parker                    | Kari Wahlgren      | 1.01–1.03, 1.06–      |                              | Christin Marquitan      |
| Harry Osborn                  | Zeno Robinson      | 1.01, 1.04–1.08, 1.10 |                              | Oliver Szerkus          |
| Dr. Otto Octavius             | Hugh Dancy         | 1.04–1.06, 1.08–      |                              | Tobias Lelle            |
| Matt Murdock / Daredevil      | Charlie Cox        | 1.06, 1.10            |                              | Tim Knauer              |
| Pearl Pangan                  | Cathy Ang          |                       | 1.01–                        | Özge Kayalar            |
| Dr. Stephen Strange           | Robin Atkin Downes |                       | 1.01, 1.10                   | Boris Tessmann          |
| Jeanne Foucault / Finesse     | Anjali Kunapaneni  |                       | 1.02, 1.04, 1.06, 1.08, 1.10 | Lara Brieger            |
| Bentley Wittman               | Paul F. Tompkins   |                       | 1.02, 1.04, 1.08–1.10        | Detlef Gieß             |
| Amadeus Cho                   | Aleks Le           |                       | 1.02, 1.04, 1.08, 1.10       | Fabian Kluckert         |
| Dr. Carla Connors             | Zehra Fazal        |                       | 1.02, 1.04, 1.08, 1.10       | Giuliana Jakobeit       |
| Asha                          | Erica Luttrell     |                       | 1.02, 1.04, 1.08, 1.10       | Laura Oettel            |
| Butane                        | Jake Green         |                       | 1.02                         | Jeremias Koschorz       |
| Big Donovan                   | Leilani Barrett    |                       | 1.03–1.09                    | Jan-Marten Block        |
| Andre Lincoln                 | Matte Martinez     |                       | 1.03, 1.06                   | Finn Posthumus          |
| Maria Vasquez / Tarantula     | Anairis Quiñones   |                       | 1.03                         | Betty Förster           |
| James Sanders / Speed Demon   | Roger Craig Smith  |                       | 1.03                         | Robin Kahnmeyer         |
| Dmitri Smerdyakov / Chamäleon | Roger Craig Smith  |                       | 1.04–1.05, 1.08              | Stefan Bräuler          |
| Bulldozer                     | Ettore Ewen        |                       | 1.04–1.05, 1.07–1.10         | Tino Kießling           |
| Mila Masaryk / Das Einhorn    | Sarah Natochenny   |                       | 1.04–1.05                    | Victoria Sturm          |
| Mac Gargan / Der Skorpion     | Jonathan Medina    |                       | 1.05–1.07, 1.09              | Johann Fohl             |
| Secretary Thaddeus Ross       | Travis Willingham  |                       | 1.06, 1.08                   | Kaspar Eichel           |
| Klev                          | Zach Cherry        |                       | 1.07                         | Sascha Krüger           |
| Tony Stark / Iron Man         | Mick Wingert       |                       | 1.08                         | Tobias Meister          |
| Richard Parker                | Josh Keaton        |                       | 1.10                         | Hanns-Jörg Krumpholz    |

## Produktion

### Hintergrund
Im Juni 2021 befanden sich mehrere Animationsserien seitens Marvel Studios Animation in Entwicklung. Im November 2021 wurde die Serie schließlich als Spider-Man: Freshman Year angekündigt, zudem gab man Jeff Trammell als Hauptautoren bekannt, im Januar 2025 wurde Trammell zudem als Showrunner gelistet. Im Juli 2022 wurde mit Spider-Man: Sophomore Year bereits eine zweite Staffel angekündigt, ehe die Serie im Dezember 2023 in Your Friendly Neighborhood Spider-Man umbenannt wurde. Im Januar 2025 erklärte Brad Winderbaum zudem, dass man grünes Licht für eine dritte Staffel gegeben habe.

### Schreibprozess
Die Serie ergründet die Hintergrundgeschichte von Peter Parker, welche im MCU nicht gezeigt wurde. Nachdem die Serie ursprünglich als Prequel für den von Tom Holland gespielten Peter Parker angedacht war, entschied man sich jedoch bereits nach kurzer Zeit das Projekt in einer alternativen Zeitlinie anzusiedeln. Als Inspiration dienten neben alten Comics auch vorangegangene Spider-Man-Serien, zudem werden auf bekannte Dialoge aus den Spider-Man-Filmen mit Tobey Maguire angespielt oder in neuen Kontext gesetzt. Anders als in den Comics ist der Hintergrund von Peters Kräften auf Doctor Strange zurückzuführen, durch dessen Portal erst die radioaktive Spinne an den Protagonisten gerät. Die Serie verfügt Winderbaum zufolge über ein großes Ensemble an bekannten Figuren, um so interessante Beziehungen zwischen den Figuren aufzubauen und so die „Nachbarschaft“ gemäß dem Titel hervorzuheben. Dennoch thematisiert die Serie Entwicklungen des MCU mit kleinen Abweichungen, so etwa das Inkrafttreten des Sokovia-Abkommens. Einen zentralen und wichtigen Punkt für den weiteren Verlauf der Serie nimmt Peters Vater Richard Parker ein, welcher sich im Staffelfinale insgeheim als lebendig herausstellte.
Neben bekannteren Schurken wie Chamäleon, Skorpion und dem im Vorfeld angekündigten Kingpin treten weitere Antagonisten aus den Comics auf, so etwa Butane, Speed Demon und Das Einhorn. Die Figur Lonnie Lincoln entwickelt sich dabei zum entsprechenden Comicschurken Tombstone. In stillen Cameo-Auftritten sind derweil die Comicfiguren Luna Snow und Crusher Hogan sowie Uatu, der Watcher aus What If? zu sehen. Am 11. Dezember 2024 wurde als Vorgeschichte zur Serie zudem eine fünfteilige Comic-Reihe veröffentlicht, der letzte Teil erschien im April 2025.
Wie bereits bei mehreren Serien vorher wurde sich gegen das Einbauen von Post-Credit-Szenen entschieden.
Bereits einen Tag nach der Veröffentlichung des Staffelfinales der ersten Staffel gab Trammell bekannt, dass die Comicfigur Gwen Stacy / Spider-Gwen / Ghost-Spider in der zweiten Staffel auftreten soll. Anders als noch in Staffel 1 konnte Trammell aufgrund seiner Tätigkeit als Showrunner nur an wenigen Episoden der zweiten Staffel arbeiten, weswegen das Autorenteam erweitert wurde.

### Besetzung und Animationsstil

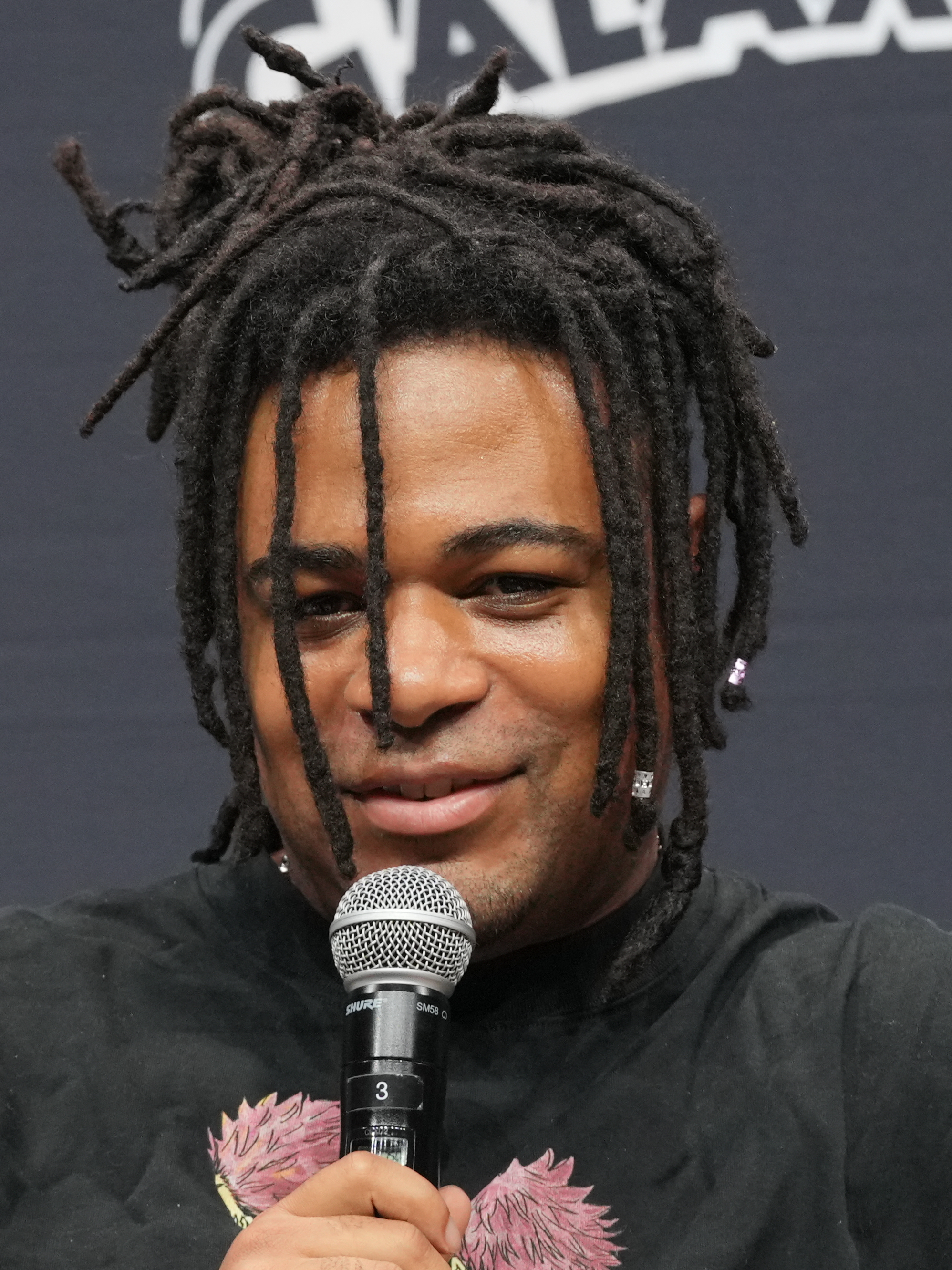
Zeno Robinson ist im englischsprachigen Original als Harry Osborn zu hören.

Ebenfalls im Juli 2022 wurde die Beteiligung von Charlie Cox als Stimme von Matt Murdock / Daredevil bekanntgegeben. Die Titelfigur wird derweil wie in What If…? (2021–2024) von Hudson Thames synchronisiert, daneben wurden Eugene Byrd als Lonnie Lincoln, Grace Song als Nico Minoru, Zeno Robinson als Harry Osborn, Kari Wahlgren als May Parker und Hugh Dancy als Otto Octavius sowie Paul F. Tompkins als Bentley Wittman besetzt. Colman Domingo schloss sich im August 2024 der Serie als Norman Osborn der Besetzung an. Im Dezember 2024 bestätigte man im Rahmen der Veröffentlichung des ersten Trailers die Verpflichtung von Vincent D’Onofrio als Stimme von Wilson Fisk / Kingpin, der allerdings in der ersten Staffel noch nicht auftrat. Im Januar 2025 wurden zahlreiche weitere Sprecher samt Rollen bekanntgegeben, darunter Jonathan Medina als Mac Gargan / Scorpion, Zehra Fazal als Dr. Carla Connors, Aleks Le als Amadeus Cho, Robin Atkin Downes als Dr. Stephen Strange sowie der ehemalige Wrestler Big E als Bulldozer. Neben Thames kehrte mit Mick Wingert ein weiterer Sprecher aus What If? zurück, der erneut Tony Stark / Iron Man seine Stimme lieh. Travis Willingham ist derweil als Stimme von Secretary Thaddeus Ross zu hören, während der Spider-Man-Sprecher Josh Keaton aus The Spectacular Spider-Man (2008–2009) die Vertonung von Richard Parker übernahm. Die Verpflichtung von Keaton für jene Rolle bedeutete laut Trammell viel für ihn und war von Beginn an wichtig. Trammell überlegte ebenfalls, die Superheldin und Privatdetektivin Jessica Jones aus der Serie Marvel’s Jessica Jones (2015–2019) als Klassenkameradin von Peter Parker zu etablieren, entschied sich aber dagegen.
Da Marvel Studios Animation keinen festen Animationsstil für die Projekte hat, entschied sich das Team für eine Cel-shaded Animation, die eine Hommage an die The Amazing Spider-Man Comics darstellt. Für auftretende Schurken und Spider-Man selbst ließ man sich ebenfalls von den Comics inspirieren. So diente die achtteilige Comicreihe Spider-Man: Identity Crisis (1998) als Inspiration für mehrere Anzüge innerhalb der vierten Episode. Die Animationen der zweiten Staffel waren Stand Januar 2025 zur Hälfte fertiggestellt.

### Musik
Den Soundtrack zur Serie komponierten Leo Birenberg und Zach Robinson. Das Titellied Einfach dein Nachbar (im Original Neighbor Like Me) stammt von The Math Club feat. Relaye und enthält eine Passage der Titelmelodie aus der Serie Spider-Man (1967–1970); die Veröffentlichung als Single erfolgte durch Hollywood Records am 21. Januar 2025. Beim ersten Auftritt der Figur Daredevil wurde das von John Paesano und Braden Kimball komponierte Hauptthema aus der Serie Marvel’s Daredevil (2015–2018) angespielt.
Das aus 33 Musikstücken bestehende Soundtrack-Album wurde am 21. Februar 2025 veröffentlicht.
| Nr.          | Titel                                                           | Länge |
| ------------ | --------------------------------------------------------------- | ----- |
| 1.           | Neighbor Like Me (The Math Club feat Relaye & Melo Makes Music) | 3:33  |
| 2.           | Your Friendly Neighborhood Spider-Man                           | 2:07  |
| 3.           | With Great Power                                                | 2:06  |
| 4.           | Lonnie Lincoln                                                  | 0:59  |
| 5.           | Good Deed                                                       | 0:37  |
| 6.           | Swing Into Action                                               | 2:04  |
| 7.           | Spider-Intern                                                   | 1:16  |
| 8.           | Up in Flames                                                    | 1:39  |
| 9.           | Another Chance                                                  | 1:22  |
| 10.          | Lunch on Me                                                     | 1:09  |
| 11.          | Armed and Dangerous                                             | 2:22  |
| 12.          | The 110th                                                       | 1:32  |
| 13.          | Dude at the Desk                                                | 0:48  |
| 14.          | We Need More Heroes                                             | 2:20  |
| 15.          | Doctor's Orders                                                 | 3:06  |
| 16.          | Lonnie and Pearl                                                | 1:54  |
| 17.          | Scorpions                                                       | 1:26  |
| 18.          | The Devil's Web                                                 | 2:34  |
| 19.          | Street Race                                                     | 2:08  |
| 20.          | Sting Operation                                                 | 2:10  |
| 21.          | Arach-nemeses                                                   | 1:18  |
| 22.          | Hanging by a Thread                                             | 3:58  |
| 23.          | Just a Kid                                                      | 1:40  |
| 24.          | Running Late                                                    | 1:02  |
| 25.          | Big Argon Fan                                                   | 1:07  |
| 26.          | I Have to See This Through                                      | 2:21  |
| 27.          | Spidey-Sense                                                    | 3:44  |
| 28.          | Araña                                                           | 2:12  |
| 29.          | Silk and Stone                                                  | 1:27  |
| 30.          | People Look Up to You                                           | 3:33  |
| 31.          | Déjà Vu                                                         | 3:30  |
| 32.          | I Became Me                                                     | 1:47  |
| 33.          | Your Friendly Neighborhood Montage                              | 4:32  |
| Gesamtlänge: | Gesamtlänge:                                                    | 63:00 |

### Marketing und Veröffentlichung
Promotion erfolgte auf der D23 Expo im August 2024 in Anwesenheit von Trammell, Thames und Domingo, wobei man neues Footage vorstellte. Ein erster Trailer wurde am 29. Dezember 2024 veröffentlicht.
Erstes Footage aus der zweiten Staffel wurden in Form eines Sizzle Reel im Rahmen der upfront-Präsentation 2025 von Disney gezeigt.
Die erste Staffel von Der freundliche Spider-Man aus der Nachbarschaft startete am 29. Januar 2025 mit den ersten beiden Episoden auf Disney+; die übrigen Episoden wurden in den drei Folgewochen im Block-Format veröffentlicht, um eine Überlappung mit Daredevil: Born Again (seit 2025) zu vermeiden. Ursprünglich war die Veröffentlichung für 2024 vorgesehen. Die Serie ist Teil der sogenannten Phase Fünf.
Vom 30. Juni 2025 bis zum 4. Juli 2025 wird die erste Staffel zudem im limitierten Rahmen täglich mit jeweils zwei Episoden durch den US-amerikanischen Kabelsender FXX ausgestrahlt.
Die Veröffentlichung der zweiten Staffel als Teil der sogenannten Phase Sechs soll wie im Fall von Daredevil: Born Again ebenfalls bereits 2026 erfolgen.

## Episodenliste
| Nr. (ges.) | Nr. (St.) | Deutscher Titel                 | Originaltitel            | Erstausstrahlung USA | Deutschsprachige Erstveröffentlichung (D/A/CH) | Regie          | Drehbuch                       |
| --- | --------- | ------------------------------- | ------------------------ | -------------------- | ---------------------------------------------- | -------------- | ------------------------------ |
| 1 | 1         | Eine unglaubliche Fantasie      | Amazing Fantasy          | 29. Jan. 2025        | 29. Jan. 2025                                  | Mel Zwyer      | Jeff Trammell                  |
| An seinem ersten Tag an der Midtown High School wird der 15-jährige Peter Parker Zeuge eines Kampfes zwischen Dr. Stephen Strange und einem Alien, der die Schule infolgedessen erheblich verwüstet und zerstört. Während des Kampfes rettet Peter die etwa gleichaltrige Nico Minoru, wird dabei jedoch von einer Spinne gebissen, die unbemerkt aus einem von Strange geschaffenen Portal kam. Durch die Spinne erhält Peter neue Kräfte und agiert neben seinem normalen Schülerdasein mehrere Monate später fortan als Superheld Spider-Man. Als Schüler verschlägt es ihn schließlich an die Rockford T. Bales High School, wo er neben Pearl Pangan, in die er seit seiner Kindheit verliebt ist, auch den Captain des Football Teams, Lonnie Lincoln begegnet. Eines Tages vereitelt Peter erneut die Taten von Kleinkriminellen, wodurch er auch Harry Osborn rettet und öffentliche Aufmerksamkeit erhält. Als Peter nach Hause zurückkehrt, findet er seine Tante May Parker im Gespräch mit dem Geschäftsmann Norman Osborn vor. |           |                                 |                          |                      |                                                |                |                                |
| 2 | 2         | Das Parker-Glück                | The Parker Luck          | 29. Jan. 2025        | 29. Jan. 2025                                  | Liza Singer    | Charlie Neuner                 |
| Norman verschafft Peter ein Praktikumsplatz bei seiner Firma Oscorp. Dort angekommen trifft Peter ebenfalls auf weitere Praktikanten und den recht strengen Dr. Bentley Wittman. Dieser teilt Peter letztlich nicht dem Robotik-Team zu, wie er sich erhofft hatte, sondern schickt ihn zur Wissenschaftlerin Dr. Carla Connors. Als Peter eigentlich arbeiten soll, bemerkt er einen Bericht im Fernsehen über ein brennendes Haus und eilt als Spider-Man direkt an den Ort des Geschehens. Dort konfrontiert er den Brandstifter Butane, der allerdings feststellen muss, das falsche Gebäude in Brand gesteckt zu haben. Peter gelingt es kurz darauf Butane zu besiegen, die genutzte Technologie des Brandstifters macht ihn aber stutzig. Zurück bei Oscorp entlarvt sich Peters Lüge vor Wittman, als er einen anderen Grund anbringt als jenen, mit dem Connors ihn zuvor gedeckt hatte. In jenem Moment wird Peter in Normans Büro bestellt, fest damit rechnend, seine Chance verwirkt zu haben. Norman spielt vor ihm jedoch die Aufnahme einer Sicherheitskamera ab, die ihn beim Anlegen des Spider-Man-Kostüms zeigt. |           |                                 |                          |                      |                                                |                |                                |
| 3 | 3         | Die geheime Identitätskrise     | Secret Identity Crisis   | 5. Feb. 2025         | 5. Feb. 2025                                   | Stu Livingston | Jeff Trammell                  |
| Bei einem Abendessen erklärt Norman Peter, dass er als Spider-Man unwissentlich seinen Sohn Harry gerettet habe und will sich daraufhin erkenntlich zeigen. Obwohl Peter Bedenken hat, durch seine Doppelidentität Norman und Oscorp potentiell in Gefahr zu bringen und sich unsicher hinsichtlich des Praktikums zeigt, stellt dieser ihm einen Scheck von eintausend Dollar aus. Kurze Zeit später stößt Peter auf ein Räuber-Duo mit neuer Technologie, ist diesen jedoch anfangs unterlegen. Mit Unterstützung Normans per Funk gelingt es ihm aber kurz darauf seine beiden Gegenspieler auszuschalten und dem S.W.A.T.-Team zu überlassen. Zurück bei Oscorp nimmt Peter schließlich das Angebot an. Derweil schließt sich Lonnie einer Gang an, um so seinen Bruder zu schützen, der dieser vorher in die Arme gelaufen war. |           |                                 |                          |                      |                                                |                |                                |
| 4 | 4         | Das große Los                   | Hitting the Big Time     | 5. Feb. 2025         | 5. Feb. 2025                                   | Liza Singer    | Charlie Neuner                 |
| Ein Vortrag von Peter über einen Magnetgenerator läuft nicht wie geplant, jedoch wird er bald darauf erneut von Norman zu sich zitiert. Trotz der Problematik mit dem Inkrafttreten des Sokovia-Abkommens zeigt er Peter eine Reihe verbesserter und neuer Spider-Man Anzüge, die unter anderem durch die Beliebtheit bei Gleichaltrigen im Internet beeinflusst wurden. In der Praxis zeigen diese allerdings nur wenig bis keinen Erfolg. Parallel erledigt Lonnie Besorgungen für die Gang, die ihre Machenschaften damit verteidigt, ein Bollwerk gegen die Gang von Mac Gargan zu sein. Norman gibt Peter später zu verstehen, dass es mehr bessere Helden braucht und sie beide die Nachfolge der Avengers bilden werden. Danach schickt er Peter mit einem weiteren Anzug los, mit dem er wesentlich besser zurechtkommt und mehreren Leuten zur Hilfe eilt. Als Peter zu Norman zurückkehrt, ist unerwartet auch Harry anwesend, wodurch dieser nun ebenfalls von Peters Doppelidentität weiß. Während die meisten Unruhestifter von der Polizei verhaftet werden, trifft die geflohene Mila Masaryk alias Das Einhorn auf Dr. Otto Octavius. |           |                                 |                          |                      |                                                |                |                                |
| 5 | 5         | Das ungezügelte Einhorn         | The Unicorn Unleashed    | 5. Feb. 2025         | 5. Feb. 2025                                   | Stu Livingston | Jeff Trammell                  |
| Masaryk erhält von Octavius einen speziellen Helm, der Bewegungsmuster vorhersehen kann, mit dem sie ihre Verbündeten befreien will. Insgeheim hält Octavius seine Kunden jedoch für unter seiner Würde und strebt nach Größerem. Da er nicht immer verfügbar sein kann, weiht Norman Harry in seine Zusammenarbeit mit Peter ein und weist ihn an, Peter fortan zu unterstützen. Masaryk befreit inzwischen ihre Verbündeten, wird aber kurz darauf von Peter konfrontiert. Aufgrund ihrer Technologie droht Masaryk Peter zu überwältigen, einer ihrer Verbündeten hintergeht sie aber, wodurch alle in Gewahrsam genommen werden. Lonnie wiederum rettet dem Gang-Anführer Donovan in einer Konfrontation mit Mac Gargan das Leben und verdient sich so den Respekt der Gang, die ihn darüber hinaus fortan Tombstone nennt. |           |                                 |                          |                      |                                                |                |                                |
| 6 | 6         | Das Duell mit dem Teufel        | Duel with the Devil      | 12. Feb. 2025        | 12. Feb. 2025                                  | Liza Singer    | Charlie Neuner                 |
| Seine Interaktionen mit der Gang wirken sich in mehreren Aspekten negativ auf Lonnies Privatleben aus. Ungewollt führt er zudem insgeheim Gargans Stellvertreterin zum Versteck der Gang. Derweil will Peter den freien Abend mit Harry und Nico verbringen, zwischen letzten beiden herrschen allerdings Spannungen. Kurz darauf wird Peter von Norman gebeten, in seiner Abwesenheit einem Einbruch nachzugehen. Norman sichert parallel Secretary Thaddeus Ross seine Unterstützung in der Jagd nach flüchtigen Avengers wie Steve Rogers zu, und vertraut ihm im Gegenzug an, dass er Spider-Man als eigenes Projekt einsetzt. Peter stellt den Eindringling, den aus Hell's Kitchen stammenden Daredevil, zieht im Duell aber den kürzeren und kann seine Flucht nicht verhindern. Bevor er flieht, erklärt Daredevil Peter, dass Norman etwas verheimliche. Zurück in seiner Firma erläutert Norman gegenüber Peter, dass er Otto Octavius im Verdacht habe, da er einst für Oscorp gearbeitet hatte. Da er in der Zwischenzeit seine Freunde vergessen hatte, kehrt Peter nach Hause zurück, muss jedoch feststellen, dass nun auch Nico von seiner zweiten Identität weiß. Harry hatte es ihr unabsichtlich verraten. In der Zwischenzeit stellt Octavius einen neuen Anzug für Gargan her. |           |                                 |                          |                      |                                                |                |                                |
| 7 | 7         | Der Aufstieg des Skorpions      | Scorpion Rising          | 12. Feb. 2025        | 12. Feb. 2025                                  | Stu Livingston | Raven Koné                     |
| Nachdem sie nun von seiner anderen Identität weiß, meidet Nico Peter, dafür nähern er und Pearl sich wieder an. Über die Gammastrahlung-Signatur erreichen Norman und Peter Fortschritte im Fall Octavius, die Spur führt sie nach Harlem. Zwischen Nico und Harry kommt es nach anfänglichen Schwierigkeiten zu einer Aussöhnung, wobei sie an einem Straßenrennen teilnehmen. Pearl kommt inzwischen durch Lonnies Bruder hinter dessen Interaktionen mit der Gang und stellt ihn zur Rede, dabei werden sie jedoch von Gargan überrascht. Bevor er an Lonnie ein Exempel statuieren kann, greift Peter rechtzeitig ein und bringt seine Freunde in Sicherheit. Beim darauffolgenden Kampf mit Gargan überwältigt er diesen zunächst unter dem Gebrauch seiner gesamten Netzflüssigkeit. Gargan erweist sich allerdings als zäh und befreit sich, ehe er Peters Anzug durchbohrt und ihn erheblich verletzt. Nur durch Normans kurzfristiges Eingreifen mit einem ferngesteuerten Gleiter entgeht Peter einem tödlichen Schicksal. |           |                                 |                          |                      |                                                |                |                                |
| 8 | 8         | Das verworrene Netz             | Tangled Web              | 12. Feb. 2025        | 12. Feb. 2025                                  | Liza Singer    | Charlie Neuner                 |
| Norman hat in der Zwischenzeit den Aufenthaltsort von Octavius eingrenzen können, hält aber Peter an, sich zu erholen. Zudem wurde der Spider-Man-Anzug im Kampf mit Gargan schwer beschädigt und neue Anzüge stehen nicht bereit. Wieder zu Hause spricht sich Peter mit May aus. Octavius wird zur gleichen Zeit von einem S.W.A.T.-Team überrascht, setzt sich allerdings mit seinen Geräten zur Wehr. Dennoch wird er unmittelbar danach von Ross und Iron Man verhaftet. Als Peter später Pearl besucht, erscheint auch Lonnie, doch als er nach wie vor an seiner Loyalität zur Gang festhält, trennen sich beide. Auch der Versuch seitens Peter Lonnie umzustimmen, erweist sich als zwecklos. Durch Chamäleon wird die Gang auf das Versteck von Octavius aufmerksam und plant dessen Technologie gegen Gargan zu verwenden. Beim darauffolgenden Gespräch gibt Norman Peter zu verstehen, dass aus großer Macht großer Respekt folgt und er sich nicht zurückhalten dürfe. Als wenig später ein Überfall auf einen Gefahrentransport vermeldet wird, erhält Peter schließlich durch Harry einen neuen Anzug. |           |                                 |                          |                      |                                                |                |                                |
| 9 | 9         | Held oder Bedrohung             | Hero or Menace           | 19. Feb. 2025        | 19. Feb. 2025                                  | Liza Singer    | Jeff Trammell                  |
| Norman stattet Octavius im Gefängnis einen Besuch ab und erklärt ihm, dass durch den Deal mit Ross all seine Ideen und Erfindungen nun Oscorp gehören. Octavius wiederum droht Norman und merkt an, die Würfel seien gefallen. Derweil verfolgt die Gang einen Lastwagen von Oscorp, wobei Nico beinah angefahren wird, im letzten Moment aber durch Peter gerettet und in Sicherheit gebracht wird. Kurz danach taucht auch Gargan mit seiner Gang auf und verwickelt die Gang in Kämpfe. Dabei ergreift Donovan die Flucht und Lonnie wird im Lastwagen der mysteriösen Substanz Diox-3 ausgesetzt, welche ihm Superkräfte verleiht. Zusammen bekämpfen Peter und Lonnie Gargan zunehmend erfolgreich, bis Lonnie zwischenzeitlich von Baumaterial begraben wird. Daraufhin prügelt Peter wutentbrannt auf Gargan ein und will ihn, innerlich verfolgt von Normans Worten, töten, doch Lonnie gelingt es ihn wieder zu beruhigen. Zudem spricht sich Peter mit Nico aus und verspricht ihr, keine Geheimnisse mehr zu hegen. Gargan wird zeitgleich in Polizeigewahrsam genommen. Später berichtet Wittman Norman, der sich in der Zwischenzeit bei Peter bedankt hatte, dass die Wissenschaftler aufgrund einer Blutprobe von Peter bald in der Lage seien, die einzigartige DNA-Struktur von Spider-Man zu replizieren. |           |                                 |                          |                      |                                                |                |                                |
| 10 | 10        | Wenn dies mein Schicksal ist... | If This Be My Destiny... | 19. Feb. 2025        | 19. Feb. 2025                                  | Stu Livingston | Charlie Neuner & Jeff Trammell |
| Bei Oscorp präsentiert Norman den Praktikanten Projekt: Monolith, welches den Vorstoß der Menschheit ins Weltall ermöglichen soll. Als er Wittman befiehlt das Portal zu aktivieren, hat sich bereits ein anderes geöffnet, aus dem Doctor Strange heraustritt. Strange warnt Norman vor den Gefahren, doch dieser lässt die Apparatur dennoch aktivieren, wodurch ein symbiotischtes Alien entkommt. Beim darauffolgenden Kampf reist Strange in der Zeit zurück, wobei sich herausstellt, dass die radioaktive Spinne aus Oscorps Labor kam. Mit geballten Kräften gelingt es Peter und Strange das Portal einzureißen und die Aliens zurückzudrängen, doch ein kleiner Teil des Symbionten gelangt ins Labor und wird später von Norman gefunden. Dadurch gerät Oscorp in die Kritik und Peter zweifelt, ob er Norman weiterhin trauen kann. Angestoßen durch Nico gründet Harry zeitgleich mit der Worldwide Engineering Brigade (W.E.B.) eine eigene Firma unabhängig von Oscorp, in der junge Köpfe ihre Arbeit fortsetzen können, ohne von Leuten wie Norman ausgebeutet zu werden. Die ehemalige Praktikantin Jeanne Foucault stellt sich insgeheim als Superheldin Finesse und Verbündete von Daredevil heraus, welche nun auch Harrys neue Firma unterwandern will. Derweil schwingt sich Lonnie zum neuen Anführer der Gang auf und merkt Veränderungen an seinen Händen, die langsam einen Grauton annehmen. Nico erlangt durch das Amulett, was sie bisher stets bei sich trug und Peter verheimlichte, einen Blick auf ihre Mutter. Strange wiederum weigert sich Peter zu verraten, was in der Zukunft auf ihn wartet, versichert ihm aber, er sei bereit für das was kommen würde, während sie unwissentlich der Watcher Uatu aus der Ferne beobachtet. Später besucht Tante May im Gefängnis Peters überraschend lebendigen Vater Richard Parker und Octavius plant parallel seine nächsten Schritte. |           |                                 |                          |                      |                                                |                |                                |

## Rezeption

### Abrufzahlen
Wie Whip Media berichtete, war Der freundliche Spider-Man aus der Nachbarschaft im Zeitraum des 2. Februar bis zum 9. Februar eine der zehn am meisten gestreamten Serien. Seitens TVision wurde vermeldet, dass die Serie in einem ähnlichen Zeitraum die im Ranking der am meisten gestreamten Serien Platz fünf belegte.

### Kritiken
Bei Rotten Tomatoes konnte Der freundliche Spider-Man aus der Nachbarschaft 97 % der 38 gelisteten Kritiken überzeugen und erhielt dabei eine durchschnittliche Punktzahl von 8,2 von 10 Punkten. Auf Metacritic erreichte die Serie basierend auf 10 Kritiken einen Metascore von 77 von 100 möglichen Punkten.

### Auszeichnungen
Golden Trailer Awards 2025
- Auszeichnung in der Kategorie Best Animation TrailerByte (Feature Film; Protect)